# Stir di Santa Maria Capua Vetere
Lo Stir di Santa Maria Capua Vetere acronimo di Stabilimenti di Tritovagliatura ed Imballaggio Rifiuti è un impianto di trattamento dei rifiuti solidi urbani ubicato presso Santa Maria Capua Vetere nella Provincia di Caserta.

## Descrizione
Nell'impianto di S. Maria C.V., unico in provincia di Caserta, la quantità massima autorizzata è di 361.700 tonnellate/anno che corrisponde all'85% della produzione totale della provincia di Caserta ma la quantità realmente trattata è stata 148.831 tonnellate di rifiuti indifferenziati.
Oltre alla normale produzione, lo stir smaltisce circa 200 tonnellate di rifiuti provenienti da Napoli. In seguito a ciò si è aperta una vertenza tra Regione Campania e residenti del luogo che lamentano la violazione della norma sulla provincializzazione dei rifiuti secondo la quale le quantità di rifiuti non dovrebbero essere smaltite altrove la propria provincia di origine. La vertenza si è risolta con il conferimento di una “quota di ristoro” cioè un piccolo introito di cui diventa beneficiario il comune destinatario dei rifiuti fissata a 5 euro/kg.
Nel 2008 la gestione dell'impianto è stata affidata al generale dell'esercito Pasquale Perrinella. Ciò si è reso necessario dopo alcune anomalie di fuoriuscita del percolato che hanno causato l'arresto di alcuni operai ed il sequestro dell'impianto.